# Kukuom

Kukuom är en ort i västra Ghana. Den är huvudort för distriktet Asunafo South, och folkmängden uppgick till 9 532 invånare vid folkräkningen 2010.